# Olaus Olofsson
Olaus Olofsson i riksdagen kallad Olofsson i Ullevid, född 8 maj 1834 i Älvestads församling, Östergötlands län, död 2 mars 1910 i Bro församling, Värmlands län, var en svensk godsägare och riksdagspolitiker.
Olofsson var ägare till godset Ullevid i Östergötland. I riksdagen var han ledamot av andra kammaren från 26 april 1880 till 1884, invald i Lysings och Göstrings domsagas valkrets. I riksdagen skrev han 4 egna motioner varav tre om kungörelse av tid för tingssammanträden och en om att fyrktalet måtte avgöra deltagande i prästgårdsbyggande.